# وزغ خاوری
 وزغ خاوری(نام علمی: Bufo latastii) نام یک گونه از تیره وزغ‌های راستین است.